# چهار چرخ
چهار چرخ یک مجموعه تلویزیونی محصول ۱۳۹۰ به کارگردانی جواد مزدآبادی، نویسندگی محمد رضا  فاضلی می‌باشد که از شبکه سه پخش شد. این مجموعه در ۱۵ قسمت ۳۵ دقیقه‌ای تهیه شده‌است. 

## داستان
داستان مردی به نام «ذبیح» را روایت می‌کند که علاقه عجیبی به داشتن ماشین دارد و در این راه همه تلاشش را به کار می‌گیرد تا پولی جمع کند تا به مدد آن بتواند ماشینی خریداری کند و به این وسیله در زندگیش تحولی ایجاد کند. او به این آرزو عمری را چای‌فروش لب خط بوده‌است. ذبیح سرانجام موفق می‌شود پس از مدت‌ها پول ماشینش را جمع‌آوری کند اما هم‌زمان در روز خواستگاری دخترهایش پول‌ها به سرقت می‌رود و این آغاز ماجراهای «آقاذبیح» ما و دیگران است.

## بازیگران
| بازیگر         | نقش       | توضیحات نقش                     |
| -------------- | --------- | ------------------------------- |
| حمید لولایی    | ذبیح      | شوهر منظر و پدر مریم و نسرین    |
| مریم امیرجلالی | منظر      | زن ذبیح و مادر مریم و نسرین     |
| بهنوش بختیاری  | نسرین     | دختر کوچک ذبیح و منظر           |
| محسن قاضی‌مرادی | خان دایی  | دایی منظر، صاحبخانه ذبیح و منظر |
| اصغر سمسارزاده |           | پدر فضلی                        |
| مجید یاسر      | رضا       | خواستگار مریم                   |
| خشایار راد     | جبار      | رفیق ذبیح                       |
| فلامک جنیدی    | مریم      | دختر بزرگ ذبیح و منظر           |
| رضا توکلی      |           | پدر رضا                         |
| شهین تسلیمی    | قدسی خانم | همسایه منظر                     |
| مصطفی طاری     | جلال      | دوست ذبیح                       |
| شهرام قائدی    | فضلی      | خواستگار نسرین                  |